# Alfabeto sogdiano
O alfabeto sogdiano foi originalmente usado para a língua sogdiana, uma língua da família iraniana usada pelo povo de Sogdia. O alfabeto é derivado do siríaco, uma escrita descendente do alfabeto aramaico. O alfabeto sogdiano é um dos três sistemas de escrita usados para escrever a língua sogdiana, sendo os outros o alfabeto maniqueísta e o alfabeto siríaco. Foi usado em toda a Ásia Central, desde a fronteira do Irã no oeste até a China no leste, de aproximadamente 100-1200 A.D.

## Estrutura
Como os sistemas de escrita dos quais descende, o sistema de escrita sogdiano pode ser descrito como um abjad, mas também exibe tendências a um alfabeto. O script consiste em 17 consoantes, muitas das quais têm formas alternativas de posição inicial, intermediária e final. Como no alfabeto aramaico, as vogais longas eram comumente escritas com matres lectionis, as consoantes aleph, yodh e waw. No entanto, ao contrário do aramaico e da maioria dos abjads, esses sinais consonantais também serviriam às vezes para expressar as vogais curtas (que também podiam ser deixadas sem expressão como nos sistemas parentais). Para separar as vogais longas das curtas, um aleph adicional pode ser escrito antes do sinal que denota a vogal longa. O alfabeto também inclui vários sinais diacríticos, que foram usados de forma inconsistente. Ele é escrito da direita para a esquerda, mas na época em que evoluiu para seu sistema filho, o alfabeto uigur antigo, ele foi girado 90 graus, escrito verticalmente em colunas da esquerda para a direita. As fricativas com e sem voz não são consistentemente distinguidas no sistema.
Logogramas aramaicos também aparecem na escrita, resquícios da adaptação do alfabeto aramaico à língua sogdiana. Esses logogramas são usados principalmente para palavras funcionais tais como pronomes, artigos, preposições e conjunções.

## Alfabetização
O alfabeto sogdiano foi encontrado inscrito em Panjaquente, de forma que podemos supor regras de alfabetização - elas são as mesmas do alfabeto aramaico, mas a letra Lāmadh é repetida no final do alfabeto para os valores δ, θ .
| Transcrição       | ˀ       | β    | γ    | d | h    | w                | z          | x | ṭ | y                | k    |
| Valor             | ā̆, ə, ɨ | β, f | γ, x | * | Ø, ā̆ | w, ʷ, ū̆, ō̆, ü, ȫ | z, ž, ẓ̌/δʳ | x | * | y, ī̆, ē̆, ɨ, ə, ǟ | k, g |
| Valores aramaicos | ʔ       | B    | G    | D | H    | W                | Z          | Ḥ | Ṭ | Y                | K    |

* essas letras não são usadas em palavras sogdianas.

## Variedades
Três variedades principais do alfabeto sogdiano desenvolveram-se ao longo do tempo: sogdiano inicial, um tipo arcaico não cursivo; a escrita sutra, uma escrita caligráfica usada nas escrituras budistas sogdianas; e a chamada escrita cursiva "uigur" (não deve ser confundida com o alfabeto uigur antigo). O sogdiano inicial data do início do século IV EC e é caracterizado por grafemas distintos e separados. A escrita de sutra aparece por volta de 500 EC, enquanto a escrita cursiva se desenvolve aproximadamente um século depois. O sistema de escrita cursivo recebe esse nome porque suas letras estão conectadas a uma linha de base. Visto que muitas letras na escrita cursiva são extremamente semelhantes na forma, a ponto de serem indistinguíveis, é a mais difícil de ler das três variedades. À medida que o alfabeto sogdiano se tornou mais cursivo e estilizado, algumas letras se tornaram mais difíceis de distinguir, ou eram distinguidas apenas na posição final, por exemplo, n e z.

## Materiais de fonte
A escrita sogdiana é conhecida por textos religiosos do budismo, maniqueísmo e cristianismo, bem como por fontes seculares como cartas, moedas e documentos legais. Os documentos sogdianos mais antigos conhecidos são as Cartas Antigas, encontradas em 1920 por Sir Aurel Stein em uma torre de vigia perto de Dunhuang, China. Essas cartas datam de aproximadamente 312-313 EC e foram escritas em sogdiano inicial.
Os textos budistas sogdianos, redigidos na escrita de sutra, são mais jovens, datando aproximadamente do século VI ao VIII ou IX. Eles foram encontrados durante as primeiras duas décadas do século XX em uma das cavernas dos Mil Budas na província chinesa de Gansu. A maior parte desses manuscritos reside no Museu Britânico, na Bibliothèque nationale de France e na Academia Russa de Ciências.
Outra descoberta importante foi dos Documentos de Mug em 1933 por estudiosos soviéticos. Esses documentos foram encontrados nas ruínas de uma fortaleza no Monte Mug, no norte do Tajiquistão. Os documentos, mais de 76, foram escritos em muitos tipos diferentes de materiais, como papel, seda, madeira e pele. De acordo com as datas dos documentos, eles datam do século oitavo EC. A maioria deles foi escrita usando a escrita cursiva sogdiana.

## Sistemas de escrita descendentes

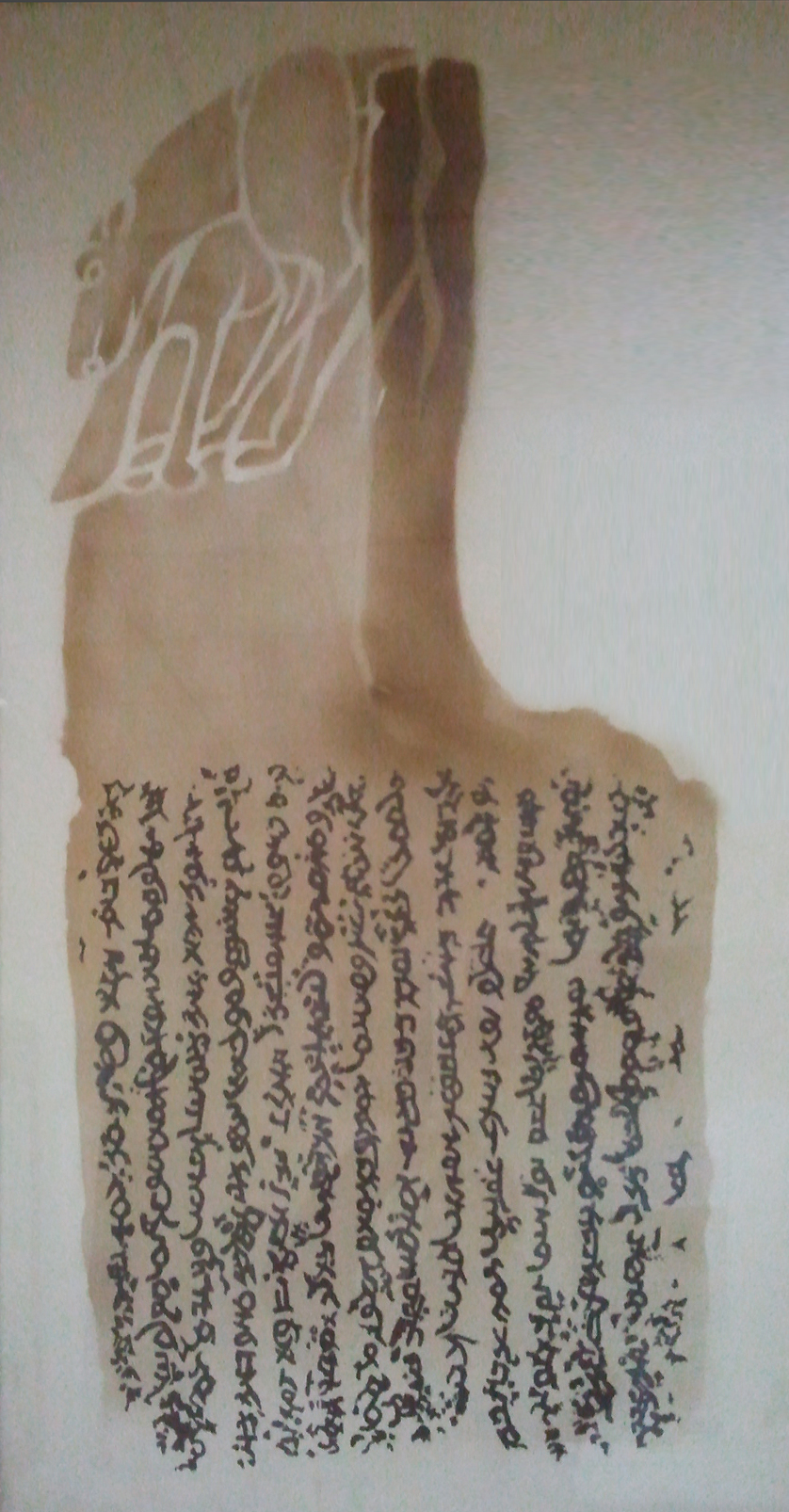
Escrita sogdiana na Inscrição de Bugut (585), Mongólia central. Sogdiano é o ancestral distante da escrita mongol.

A escrita cursiva "uigur" acabou se desenvolvendo no alfabeto uigur antigo, que foi usado para escrever a língua uigur antiga. Esta escrita filha foi, no entanto, girada 90 graus, escrita em uma direção vertical de cima para baixo, mas com a primeira linha vertical começando do lado esquerdo, não da direita como em chinês, provavelmente porque a direção direita para a esquerda foi usada na escrita horizontal. O alfabeto tradicional mongol, sendo uma adaptação do alfabeto uigur antigo, ainda usa esse tipo de escrita vertical, assim como seu descendente mais remoto, manchu.

## Unicode
Na escrita siríaca, três caracteres adicionais foram usados para representar sons do sogdiano que não estavam presentes na língua siríaca. Eles foram incluídos no Unicode em 2002.
- 074D ݍ Letra Siríaca Sogdian Zhain (compare 0719 ܙ Letra Siríaca Zain)
- 074E ݎ Letra Siríaca Sogdian Khaph (versus 071F ܟ Letra Siríaca Kaph) – compare as formas iniciais ݎ‍ e ܟ‍
- 074F ݏ Letra Siríaca Sogdian Fe (compare 0726 ܦ Letra Siríaca Pe)

O sogdiano antigo e sogdiano foram adicionados ao padrão Unicode em junho de 2018 com o lançamento da versão 11.0.
O uigur antigo foi proposto e aparece na Matriz de Marcos SMP para possível inclusão futura.

### Blocos
O bloco Unicode para sogdiano antigo é U+10F00–U+10F2F e contém 40 caracteres:
| Sogdiano Antigo[1][2] Tabela oficial do código do Consórcio Unicode (PDF)                          |   |   |   |   |   |   |   |   |   |   |   |   |   |   |   |   |
| | 0 | 1 | 2 | 3 | 4 | 5 | 6 | 7 | 8 | 9 | A | B | C | D | E | F |
| U+10F0x                                                                                            | ༀ | ༁ | ༂ | ༃ | ༄ | ༅ | ༆ | ༇ | ༈ | ༉ | ༊ | ་ | ༌ | ། | ༎ | ༏ |
| U+10F1x                                                                                            | ༐ | ༑ | ༒ | ༓ | ༔ | ༕ | ༖ | ༗ | ༘  | ༙  | ༚ | ༛ | ༜ | ༝ | ༞ | ༟ |
| U+10F2x                                                                                            | ༠ | ༡ | ༢ | ༣ | ༤ | ༥ | ༦ | ༧ |   |   |   |   |   |   |   |   |
| Notes 1.↑ Conforme Unicode versão 13.0 2.↑ Áreas cinzentas indicam pontos de código não atribuídos |   |   |   |   |   |   |   |   |   |   |   |   |   |   |   |   |

O bloco Unicode para o sogdiano é U+10F30–U + 10F6F e contém 42 caracteres:
| Sogdiano[1][2] Tabela oficial do código do Consórcio Unicode (PDF)                                 |   |   |   |   |   |   |   |   |   |   |   |   |   |   |   |   |
| | 0 | 1 | 2 | 3 | 4 | 5 | 6 | 7 | 8 | 9 | A | B | C | D | E | F |
| U+10F3x                                                                                            | ༰ | ༱ | ༲ | ༳ | ༴ | ༵  | ༶ | ༷  | ༸ | ༹  | ༺ | ༻ | ༼ | ༽ | ༾  | ༿  |
| U+10F4x                                                                                            | ཀ | ཁ | ག | གྷ | ང | ཅ | ཆ | ཇ | ཈ | ཉ | ཊ | ཋ | ཌ | ཌྷ | ཎ | ཏ |
| U+10F5x                                                                                            | ཐ | ད | དྷ | ན | པ | ཕ | བ | བྷ | མ | ཙ |   |   |   |   |   |   |
| U+10F6x                                                                                            |   |   |   |   |   |   |   |   |   |   |   |   |   |   |   |   |
| Notes 1.↑ Conforme Unicode versão 13.0 2.↑ Áreas cinzentas indicam pontos de código não atribuídos |   |   |   |   |   |   |   |   |   |   |   |   |   |   |   |   |